# Antonín Eltschkner
Antonín Eltschkner (4. června 1880 Polička – 22. února 1961 Brno) byl český římskokatolický kněz a významný esperantista, probošt metropolitní kapituly u sv. Víta a pomocný biskup pražský. Na titulárního biskupa zefirského byl vysvěcen jako pražský světící biskup 19. března 1933. Od ledna 1931 do rezignace arcibiskupa Kordače v červenci 1931 byl generálním vikářem pražské arcidiecéze.
V roce 1940 měl být jmenován biskupem českobudějovickým, ale německé okupační orgány to znemožnily a po válce z toho sešlo. Po poválečném jmenování Josefa Berana pražským arcibiskupem a Josefa Hloucha českobudějovickým biskupem zahořkl, neboť se cítil neprávem odstaven, a zejména vůči Beranovi se choval údajně velice nepřátelsky, což byl možná jeden z důvodů, že zůstal jediným katolickým biskupem, kterého komunisté na počátku 50. let nechali v českých zemích veřejně působit, zatímco ostatní internovali. Za komunistického režimu se na jedné straně v menší míře podílel na tvorbě struktur skryté církve, na druhé straně složil komunisty předložený „slib věrnosti republice“ a spolupracoval s „Cyrilometodějskou bohosloveckou fakultou“. V roce 1949 tajně vysvětil Kajetána Matouška pomocným biskupem pražským.

## Spor o jmenování biskupem českobudějovickým

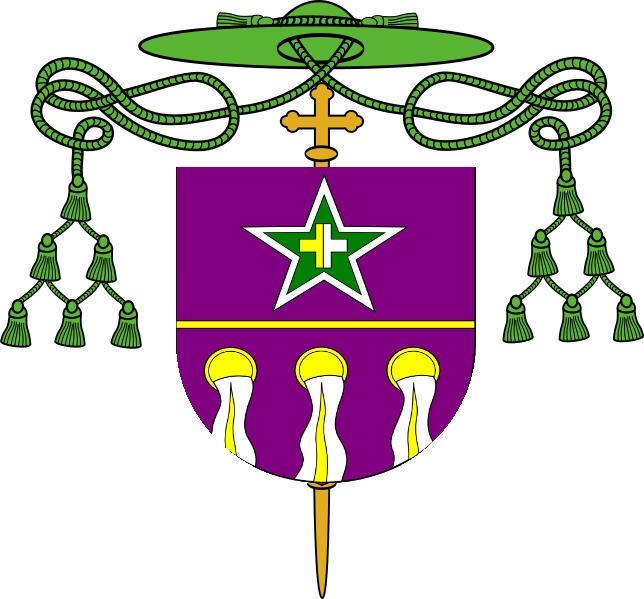
Znak biskupa Antonína Eltschknera

V roce 1940 se jeho osoba stala předmětem diplomatického incidentu mezi Vatikánem a nacistickým Německem. Vatikán jej totiž bez předchozí konzultace s německými okupačními orgány jmenoval biskupem českobudějovickým a teprve poté, co jmenování provedl, informoval německé představitele. Nacistické Německo protestovalo proti tomuto rozhodnutí s tím, že chce biskupa německého původu a že Vatikán má jmenování biskupa s jeho představiteli konzultovat. Vatikán to odmítl s tím, že diecézi s českou většinou přísluší český biskup a že německá vláda nemá právo zasahovat do jmenování biskupů na území, které mu nenáleží. Německo sice muselo uznat, že poslední argument je platný (Čechy oficiálně nebyly jeho územím, ale protektorátem), nicméně považovalo takový postup za nepřátelský akt. Vatikán se nakonec rozhodl jmenování zatím nezveřejňovat (protože Eltschkner by se reálně úřadu nikdy ujmout nemohl) a ponechat řízení diecéze na generálním vikáři. Demonstrativně však ponechal Eltschknera provádět na daném území kněžská svěcení a biřmování. Původně se předpokládalo, že se ujme úřadu sídelního biskupa ihned, jakmile to situace umožní, posléze se však objevily další jiné okolnosti, které vedly k tomu, že se i po zániku protektorátu a porážce Německa uveřejnění jmenování nekonalo. Biskupem českobudějovickým byl nakonec jmenován v roce 1947 monsignore ThDr. Josef Hlouch. Závěr života prožil biskup Eltschkner na Moravě, nejdříve v Mikulově (na konci padesátých let), poté v Brně, kde také zemřel. Pohřben je na pražském břevnovském hřbitově U Svaté Markéty.

## Vztah k esperantu
Byl předsedou Ligy katolických esperantistů v Československu, od roku 1925 členem esperantské sekce „Katolické rady“. Ve svém biskupském znaku měl zelenou pěticípou hvězdu se žlutobílým křížem, symbol katolických esperantistů.